# Hrabstwo Berkeley (Karolina Południowa)
Hrabstwo Berkeley – hrabstwo w stanie Karolina Południowa w USA. W 2000 roku populacja wynosiła 142,651. Siedziba hrabstwa mieści się w Moncks Corner.

## Miasta
- Bonneau
- Charleston
- Goose Creek
- Hanahan
- Jamestown
- Moncks Corner
- North Charleston
- St. Stephen
- Summerville

## CDP
- Bonneau Beach
- Ladson
- Pinopolis
- Russellville
- Sangaree